# 杨柳 (拳击运动员)
杨柳（1992年5月20日—），中华人民共和国女子拳击运动员，2019年世界女子拳击锦标赛女子69公斤级银牌得主、2023年世界女子拳击锦标赛女子66公斤级金牌得主、2022年亞洲運動會女子66公斤级金牌得主。2024年夏季奧林匹克運動會女子次中量級（66公斤級）拳擊比賽銀牌。